# Русская духовная миссия в Пекине

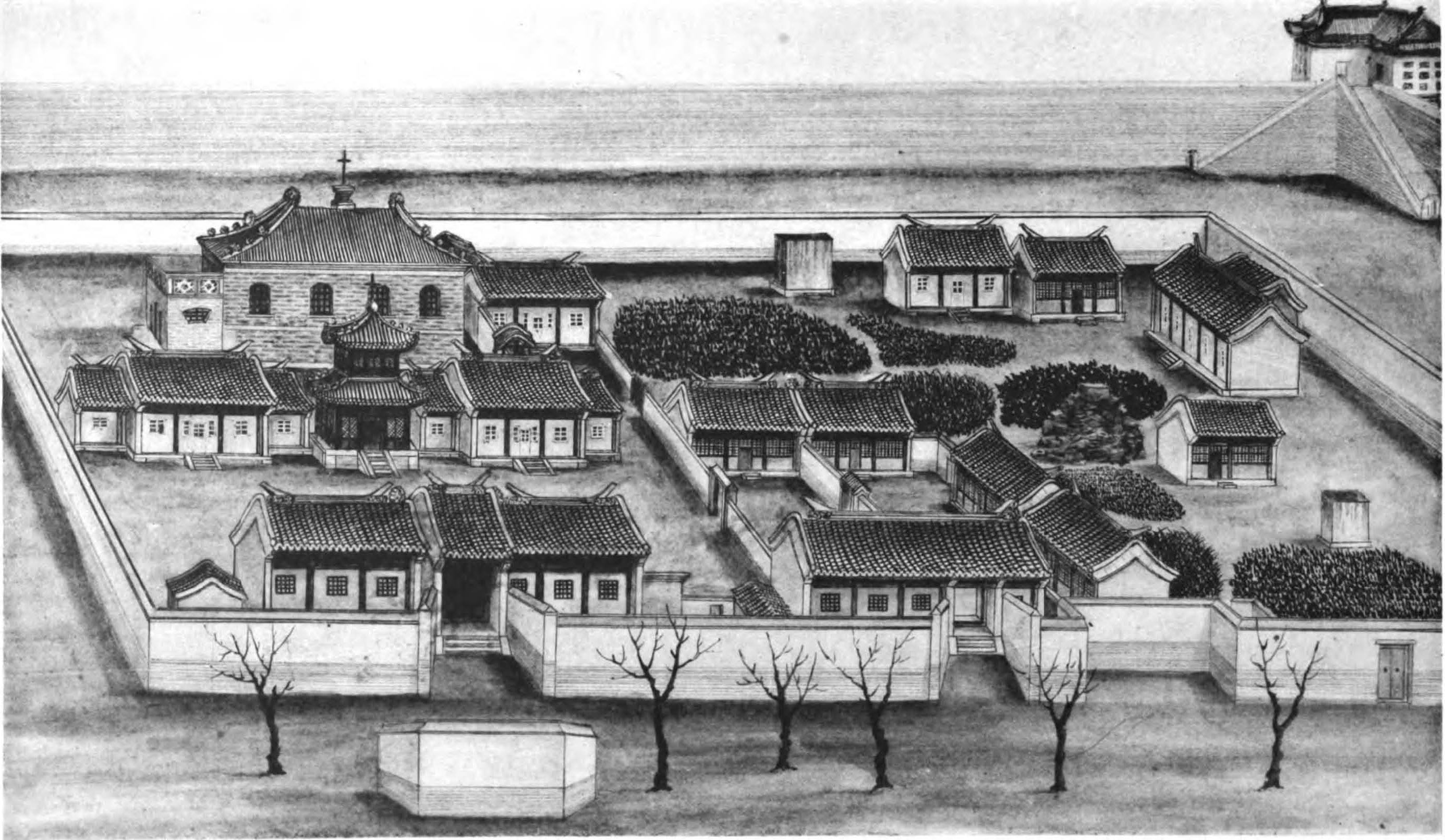
Вид северного подворья Российской духовной миссии в Пекине. 1805 год.

Ру́сская духо́вная ми́ссия в Пеки́не (Пекинская духовная миссия) — церковно-политическое представительство Российской церкви и государства, действовавшее в Пекине в XVII—XX веках.
Деятельность Миссии была организована в соответствии с внутри- и внешнеполитическими интересами и задачами России. Она играла важную роль в установлении и поддержании российско-китайских отношений, была центром научного изучения Китая и подготовки первых русских синологов. Из-за отсутствия дипломатических отношений между обоими государствами служители миссии в течение длительного времени являлись неофициальными представителями российского правительства в Китае.

## Албазинцы
В XVII веке Россия начала осваивать Восточную Сибирь и впервые столкнулась с Китаем. Первые контакты носили характер приграничных вооружённых конфликтов. Самым значительным из них было взятие цинской армией русской крепости Албазин на реке Амур в 1685 году. 45 казаков, захваченных при этом в плен, были переселены в Пекин и положили начало многолетнему присутствию русских в Китае. Хотя китайцы и называли всех этих людей русскими, среди них, вероятно, оказались также крещенные буряты, калмыки и потомки от смешанных браков.
Албазинцев компактно поселили во Внутреннем городе у ворот Дунчжимэнь. Они были причислены маньчжурским императором Сюанье (девиз правления — «Канси») к почётному военному сословию, которое занимало высокое положение в сословной иерархии империи Цин, и зачислены с приличным жалованием в «русскую роту» жёлтого с каймой знамени императорской гвардии. Пленные албазинцы наравне с другими солдатами получили казённые квартиры, деньги на первоначальное обзаведение хозяйством, наделы пахотной земли, холостых казаков женили на китаянках. Для богослужения русским была передана во владение буддийская кумирня Гуаньдимяо (храм Бога войны), которую священник Максим Леонтьев — первый православный священник на китайской земле, обратил в часовню во имя святителя Николая Чудотворца. Там вплоть до 1695 года он совершал богослужения, обслуживая духовные нужды своей паствы.
К этому времени в России узнали о деятельности отца Максима и его усилиях сохранить веру среди албазинцев. Русское правительство обратилось к китайскому императору с просьбой об освобождении пленных или же о разрешении им построить в Пекине русскую церковь. В 1696 году отец Максим совместно с прибывшими из России священнослужителями освятил церковь во имя Святой Софии, однако её так и называли Никольской в честь иконы Николая Чудотворца.

## Православная миссия в XVIII веке
Указ Петра I от 18 июня 1700 года о поставлении тобольского митрополита вменил ему в обязанность крестить максимально возможное количество китайцев, благочестие и успехи в мирской жизни которых должны были убедить богдыхана принять православие. Тем самым был неявно поставлен вопрос и о создании духовной миссии в Пекине. Это было первое распоряжение правительства, в котором говорилось о миссии Русской православной церкви в Китае и где подчёркивалась необходимость изучения российскими подданными местных языков, обычаев и культуры для наиболее эффективной проповеди Православия, что отвечало также политическим и торговым интересам России в империи Цин. Так, изначально Русская духовная миссия в Пекине должна была стать центром не только православия, но также исследований Китая русскими учёными.
Смерть отца Максима в 1712 году и просьба албазинцев прислать нового священника ускорили решение вопроса об организации миссии. В 1714 году в Пекин был отправлен архимандрит Иларион (Лежайский) со свитой. Он вез с собой иконы, церковную утварь, богослужебные книги и митру. В 1716 году миссия прибыла в империю Цин, её члены были торжественно приняты и зачислены на императорскую службу. Им отвели казённые квартиры около албазинской церкви и выдали временное пособие. Кроме единовременного пособия от Трибунала внешних сношений (Лифаньюаня) было также назначено ежемесячное жалованье. Этим актом маньчжурское правительство зачислило прибывших миссионеров на свою службу на тех же основаниях, что и китайских подданных, поскольку православные священники обслуживали нужды гвардейской роты солдат цинских войск, составленной из пленных албазинцев и других русских, оказавшихся в империи Цин. В России православная миссия была поставлена под церковную юрисдикцию сибирских митрополитов, чья резиденция тогда находилась в Тобольске.
Для Второй миссии было отведено весьма почётное место в центре Пекина на посольском дворе, вблизи от императорского города, правительственных канцелярий и торговых улиц. Прежде здесь останавливались вассальные князья, прибывавшие ко двору. С прибытием российской миссии посольский двор стали называть Наньгуань (Южное подворье) в отличие от Бэйгуань (Северного подворья), где жили албазинцы. На средства, выделенные цинским правительством, на Южном подворье поставили каменный храм во имя Сретения Господня и перенесли в него икону Святого Николая. Церковь обслуживала духовные нужды членов торговых караванов, регулярно прибывавших в Пекин. Храм возводили китайцы по своей традиционной строительной технологии, он оказался на удивление прочным и устоял даже в страшное землетрясение 1730 года, когда только в Пекине погибло около 75 тысяч человек, а в числе многих других зданий разрушилась и первая часовня албазинцев. Позднее на её месте поставили церковь по имя Успения Богоматери.
После смерти Петра Первого русские миссионеры в отличие от католических не занимались распространением православия среди китайцев и маньчжуров, тем более, не участвовали в придворных интригах. Миссия ограничивалась лишь поддержанием веры среди албазинцев, выполняла дипломатические поручения российского правительства, давала пристанище и оказывала помощь русским торговым караванам, её ученики изучали китайский и маньчжурский языки. В силу перечисленных особенностей цинские власти относились к ней лояльно. Православная миссия избежала гонений, предпринятых цинскими властями против христиан.
С 60-х гг. XVIII в. из-за запрета российским торговым караванам заниматься коммерческой деятельностью в Китае и из-за неоднократных приостановок российско-цинской приграничной торговли значительно сократился поток русских купцов в Китай. Кроме того, многочисленным российским посланникам в империи Цин не удалось добиться у её правительства разрешения на организацию в Пекине светского дипломатического представительства России. В результате духовная миссия превратилась, по сути, в российскую дипломатическую миссию и единственный постоянный и наиболее достоверный источник сведений о событиях в Цинской империи.

## Православная миссия в XIX веке — колыбель русской синологии

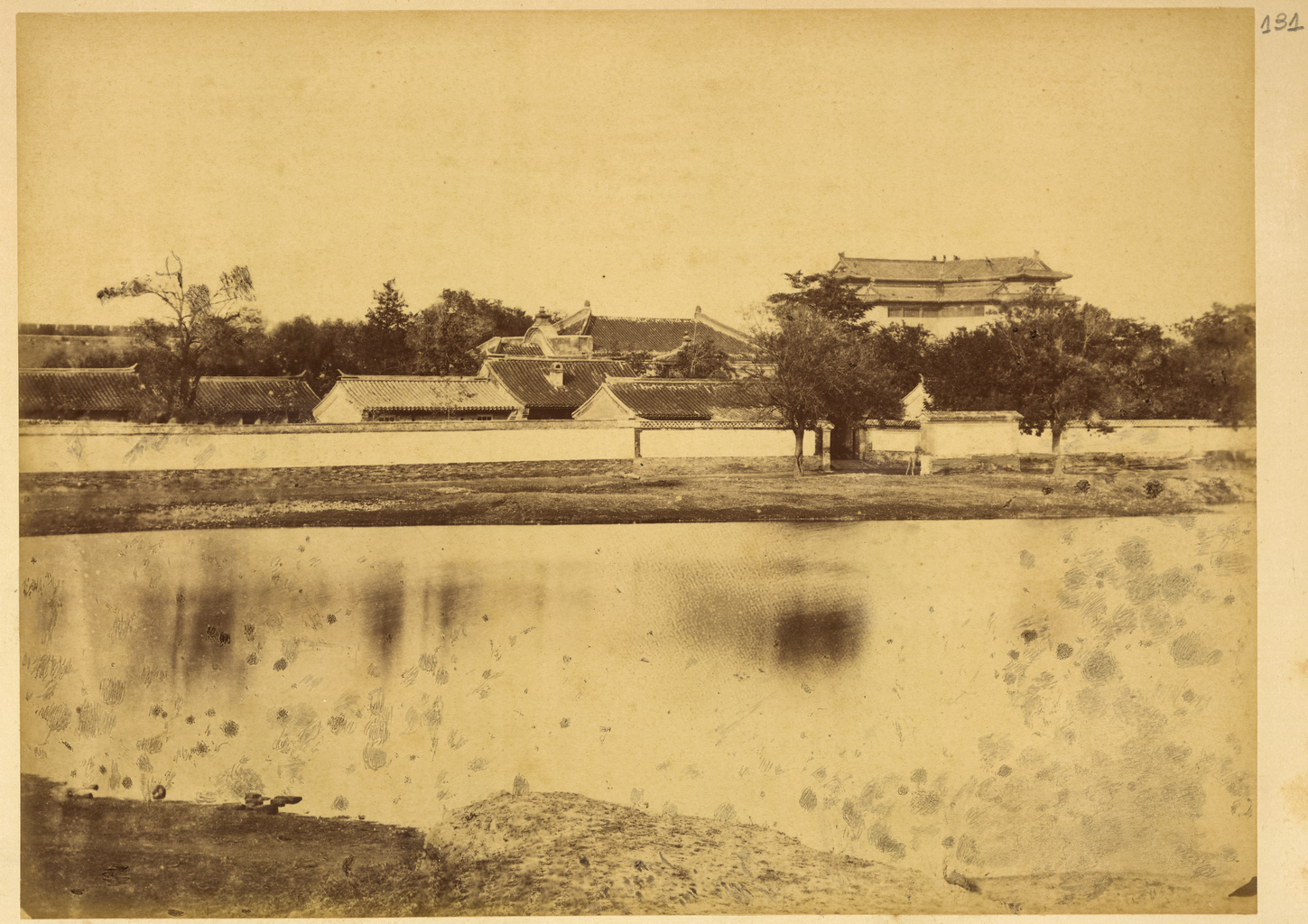
Русская Православная миссия в северо-восточной части Пекина, 1874 г. Здание миссии было разрушено в 1900 г. в ходе боксерского восстания.

В задачи членов Пекинской духовной миссии входило изучение маньчжурского, китайского и монгольского языков, а также истории, культуры и религии Китая. В число светских членов миссии назначались молодые люди из числа студентов высших учебных заведений и Духовной академии. Занятия между студентами распределялись согласно с их предварительными знаниями, желанием и способностями; они изучали медицину, математику, литературу и философию, систему Конфуция, историю, географию, статистику и юриспруденцию китайского государства. Пекинская миссия дала России первых видных учёных-китаистов: И. К. Рассохин (1707—1761), А. Л. Леонтьев (1716—1786), И. Я. Бичурин (1777—1853), О. М. Ковалевский (1800—1878), И. П. Войцеховский (1793—1850), И. И. Захаров (1814—1885), П. И. Кафаров (1817—1878), В. П. Васильев (1818—1900). Научное наследие этих подвижников и ныне представляет собой настоящую сокровищницу российского китаеведения. Так, например, описание Пекина, составленное начальником девятой миссии архимандритом Иакинфом (Бичуриным), по существу легло в основу всех последующих европейских путеводителей по столице империи Цин.
Иакинф (Бичурин) был главой девятой духовной миссии с 1807 по 1821 год. Она была одной из самых блестящих во всей истории миссии. В миссионерской области её деятельность была довольно слабой, но её ученики и сам Бичурин оставили заметный след в мировой синологии. Бичурин быстро изучил язык, завел многочисленные знакомства, что дало ему бесценное знание обычаев и нравов страны. Четырнадцать лет жизни в Пекине стали этапом подготовки к его научной и литературной деятельности. Бичурин создал множество трудов по географии, истории, литературе Китая и соседних стран, составил несколько словарей. Его труды были признаны Российской академией наук и Парижским азиатским обществом.
По мнению Дж. Вонга (1998), в 50-е годы XIX в. церковная деятельность русской миссии была прикрытием дипломатической.

## Православная миссия после опиумных войн

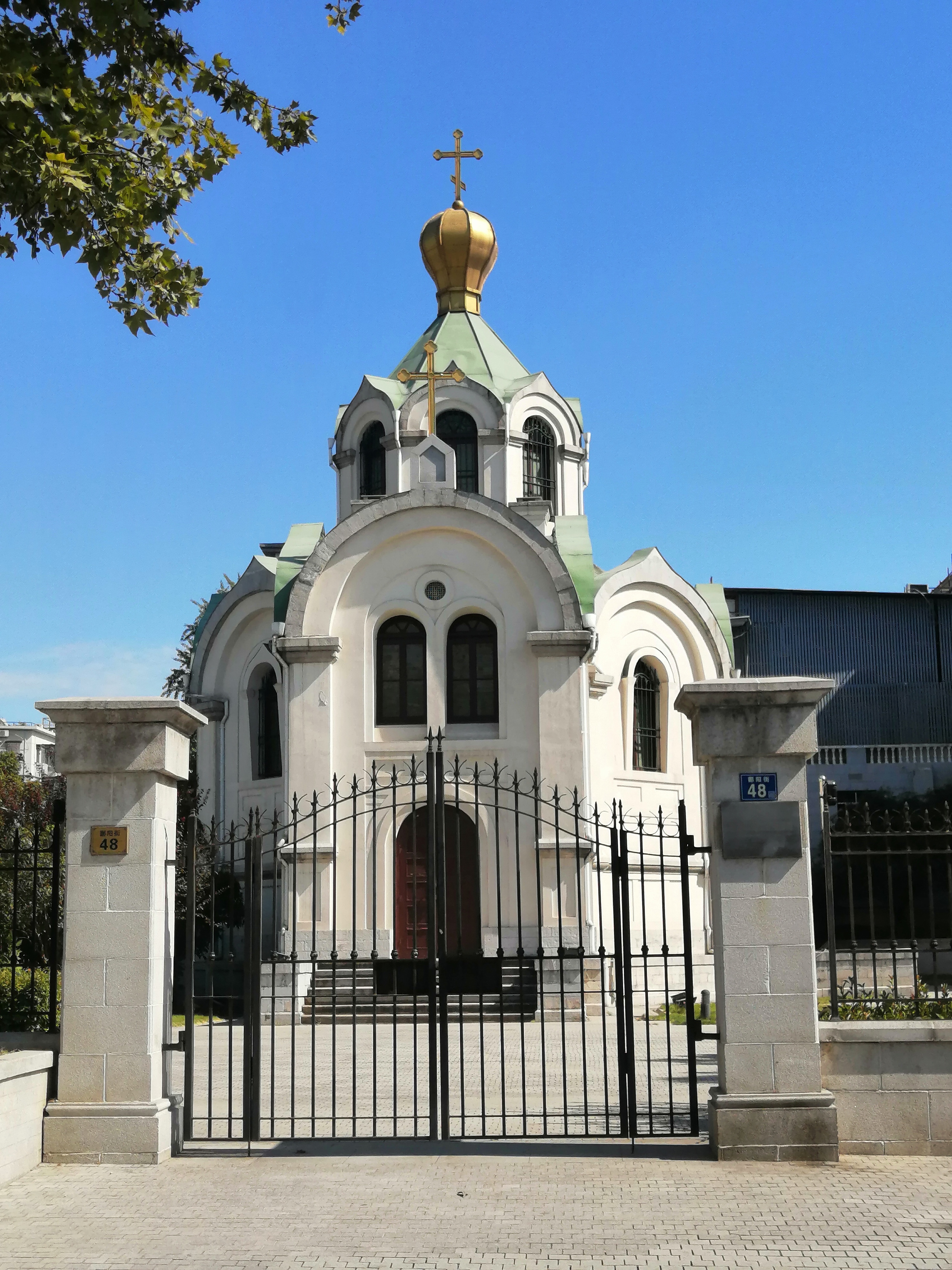
Ханькоу: бывшая русская церковь (1876)

Россия непосредственно не участвовала в опиумных войнах против Китая, и даже оставалась после недавней Крымской войны в конфликте с Англией и Францией — победителями этих войн и симпатизировала антибританскому восстанию сипаев в Индии. Однако русские дипломаты угрозой вторжения в Китай и открытия второго фронта во время христианского восстания тайпинов добились присоединения к России огромных территорий на которые претендовали маньчжуры (Забайкалье, Хабаровский край, Приморский край, Сахалин и др.). После подписания в 1858 году Айгунского договора, серии Тяньцзиньских трактатов и Пекинского трактата 1860 года империи Цин с западными странами положение Русской Духовной Миссии изменилось. В Пекине открылись дипломатические представительства западных государств, в том числе и России. В 1861 году в Пекин прибыл первый постоянно аккредитованный российский посланник в ранге министра-резидента Л. Ф. Баллюзек, и в столице империи Цин была учреждена постоянно действующая Российская дипломатическая миссия, которой была передана от духовной миссии её дипломатическая и значительная часть образовательных функций. Духовная миссия превратилась в учреждение с исключительно религиозными (миссионерскими) функциями и перешла из ведения МИД в духовное ведомство. Штат миссии сократился.
Цинское правительство, признавая, что христианское учение способствует водворению порядка и согласия между людьми, обязалось не преследовать своих подданных за приверженность христианской вере.
Такая политика цинского правительства позволила развить религиозную деятельность миссии, которая с этого момента занялась проповедью православия среди китайцев. На китайский язык были переведены и изданы множество богослужебных книг. Обычно именно эти книги использовались протестантами и позволили им добиться, чтобы из 105,4 млн китайских христиан в наше время 75 млн были протестантами. В конце XIX века в Тяньцзине, Фучжоу и Ханькоу были открыты русские концессии.
10 марта 1862 года в деревне Дун-дин, что в 53 километрах к востоку от Пекина, была совершена первая литургия в особо устроенном помещении, а в 1863 году в российской прессе сообщалось, что там же русскими купцами, торгующими в Китае, было решено построить православную церковь на деньги, пожертвованные крещёными китайцами.
С 1864 года Миссия утратила дипломатический характер, став исключительно религиозно-просветительской.
В 1882 году первый православный священник из китайцев Митрофан Цзи впервые в Новое время начал вести христианское богослужение на китайском языке.(Католики начали только после II Ватиканского собора в 1964 году).
В 1895 году Россия опять воспользовалась поражением Китая в войне с Японией: завладела Ляодунским полуостровом, на котором построила город Порт-Артур и объявила Маньчжурию сферой своего влияния, по территории которой провела Китайскую восточную железную дорогу от Читы до Владивостока и Порт-Артура.

## Православная миссия в XX веке
Относительно спокойное течение жизни было нарушено в 1900 году восстанием боксёров, которые совершали нападения на членов иностранных посольств. В Пекине были сожжены христианские храмы, массово уничтожались крещёные китайцы (см. Китайские новомученики). Повстанцы осадили посольский квартал. Северное подворье русской миссии было разграблено и разрушено. Начальник миссии архимандрит Иннокентий (Фигуровский) с братией и несколькими прихожанами успел укрыться на территории Российской дипломатической миссии, где провёл два месяца. После подавления мятежа отец Иннокентий нашёл приют в одном из уголков буддийского храма Юнхэгун, открыл в нём временную церковь и своим присутствием предотвратил разграбление Юнхэгуна иностранными солдатами.
В июле 1901 года, после боксёрского разгрома миссии, обер-прокурор Синода Константин Победоносцев предлагал закрыть миссию, но предложение не было принято. Спустя всего несколько лет после полного разорения территория Миссии была восстановлена и располагала собственными хорошо оборудованными механическими мастерскими, пекарней, мыловарней, литейной мастерской, котельной, типографией, переплетными мастерскими, метеостанцией, баней, мельницей, молочной фермой, фруктовыми садами и огородами. Особую гордость составляла пасека, дававшая в год до 80 пудов отличного меда. В Западных горах, неподалёку от деревни Мэньтоуцунь, миссия купила заброшенную кумирню с участком земли и устроила там Крестовоздвиженский скит. В окрестностях Пекина и даже в соседних провинциях у неё имелись многочисленные фермы и станы.
Поражение России в войне с Японией, происходившей на территории Китая, Синьхайская революция 1911 года, свержение династии Цин, провозглашение республики и распад Китая не помешали деятельности Русской Духовной миссии.
К 1916 году число православных китайцев достигло 5587 человек, причём в 1915 году было крещено 583. По отчёту за 1916 год, Миссия в своём ведении имела: 2 монастыря в Пекине, и один скит близ Пекина, 5 подворий (в России), 19 церквей, 3 часовни и 5 кладбищ, семинарию в Пекине, 18 мужских и 3 женских школы, богадельню.
После революции в России 1917 года — во время Гражданской войны и в последующие десятилетия православная миссия в Пекине Главной задачей Российской Духовной Миссии в Китае стала забота о беженцах из России. Русская духовная миссия давала временный приют и заработок многим русским беженцам. Некоторые из них постриглись в монахи и остались в Успенском монастыре, большинство же находило здесь короткую передышку на пути в эмиграцию. В 1919 году на территории Китая были закрыты все православные миссионерские станы — таким образом, существенно изменились приоритеты её деятельности. Чтобы хоть как-то улучшить материальное положение русских беженцев, архиепископ Иннокентий отдал им в долгосрочное пользование большую часть имущества Миссии.

Территория миссии в 1930-е годы. Вид с высоты птичьего полёта

 В апреле 1920 года в Пекин были доставлены тела алапаевских мучеников. Гробы были встречены крестным ходом и перенесены в церковь Серафима Саровского на мисийском кладбище. После совершения заупокойного богослужения 8 гробов разместили в одном из склепов на территории кладбища. Вскоре на деньги атамана Г. М. Семенова под амвоном церкви был устроен склеп в который и поместили тела алапаевских мучеников. В ноябре 1920 года тела Елизаветы Фёдоровны и её келейницы Варвары были вывезены в Иерусалим, а тело князя Владимира Палея по желанию его родных похоронили на кладбище Духовной миссии.
Несмотря на то, что в межвоенный период в Китае находилось более миллиона православных русских, миссионерская проповедь среди коренных китайцев не только не увеличилась, но даже уменьшилась. Почти все средства миссии направлялись на помощь русским беженцам, духовенство и начальство миссии почти полностью состояло из русских, что нередко вызывало недовольство даже обращённых в Православие китайцев.

## Закрытие миссии и последующая судьба её объектов
С окончанием Второй мировой войны к власти в Китае пришли коммунисты с воинствующей антирелигиозной идеологией. В 1946 году глава миссии архиепископ Виктор был арестован китайскими властями по обвинению в сотрудничестве с японцами и Антикоммунистическим комитетом Северного Китая, но под давлением СССР через неделю отпущен на поруки. После образования Китайской Народной Республики в 1949 году остатки русской колонии в Пекине быстро эмигрировали в основном в США, Австралию и Европу. В 1955 году было принято решение о закрытии миссии, так как средств на её содержание не было, а православных прихожан в городе почти не оставалось. Глава миссии, архиепископ Виктор, уехал в СССР. Северное подворье со всеми постройками и имуществом было передано в собственность Советского государства. В 1956—1959 годы в ходе грандиозных работ по строительству нового комплекса советского посольства, большинство прежних строений, в том числе церковных сооружений, было разрушено. Так, в 1956 году была разрушена колокольня, а в 1957 году взорван храм Всех святых мучеников, в котором находились мощи святых китайских мучеников и тела членов императорской семьи, расстрелянных в Алапаевске. Успенский храм был превращён в посольский гараж, ризница — в консульский отдел. Богатейшее собрание книг было сожжено. Южное подворье было передано китайскому правительству, равно как все имущество и здания православной церкви в связи с ликвидацией Восточно-Азиатского экзархата Московской патриархии в КНР. В настоящее время на его территории располагается муниципальный парк. В период Культурной революции варварски было уничтожено множество произведений многовековой православной культуры Китая. Запоздалые хиротонии Московским патриархом Алексием Ι китайцев Василия (Шуана) и Симеона (Ду) во епископы уже не изменили подозрительного отношения китайцев к Русской церкви.
На территории Посольства сохранились архиерейские покои (павильон китайской архитектуры, часть некогда расположенной здесь усадьбы князя Люя, называемый теперь Красной фанзой), жилой корпус (называемый также «братским», ныне — гостиница), здание ризницы и библиотеки (в настоящее время — консульский отдел), а также отдельные фрагменты хозяйственных построек. В 2009 году была восстановлена и вновь освящена Церковь Успения — одно из немногих культовых сооружений, сохранившихся со времен Миссии, использовавшееся в советское время как гараж. Небольшой сквер перед Красной фанзой украшает, пожалуй, самая старая реликвия Бэйгуаня — большая железная курильница-треножница, изготовленная в XVII веке при императоре Сюанье и принадлежавшая, возможно, кумирне, отданной албазинцам под часовню.

## Начальники миссии
- 1715—1728 Иларион (Лежайский), архимандрит
- 1729—1735 Антоний (Платковский), архимандрит
- 1736—1743 Иларион (Трусов), архимандрит
- 1744—1755 Гервасий (Ленцовский), архимандрит
- 1755—1771 Амвросий (Юматов), архимандрит
- 1771—1781 Николай (Цвет), архимандрит
- 1781—1794 Иоаким (Шишковский), архимандрит
- 1794—1807 Софроний (Грибовский), архимандрит
- 1807—1821 Иакинф (Бичурин), архимандрит
- 1821—1830 Петр (Каменский), архимандрит
- 1830—1840 Вениамин (Морачевич), архимандрит
- 1840—1849 Поликарп (Тугаринов), архимандрит
- 1850—1858 Палладий (Кафаров), архимандрит
- 1858—1864 Гурий (Карпов), архимандрит
- 1865—1878 Палладий (Кафаров), архимандрит
- 1879—1884 Флавиан (Городецкий), архимандрит
- 1884—1896 Амфилохий (Лутовинов), архимандрит
- 1896—1931 Иннокентий (Фигуровский), епископ
- 1931—1933 Симон (Виноградов), архиепископ
- 1933—1956 Виктор (Святин), митрополит